# Cayo Sulpicio Galo (cónsul 166 a. C.)
Cayo o Gayo Sulpicio Galo  (m. c. 149 a. C.) fue un político, militar y astrónomo  romano del siglo II a. C.

## Carrera pública
Cuando los embajadores de algunos pueblos o ciudades de Hispania, en el año 170 a. C. fueron a Roma a quejarse de las extorsiones de los gobernadores, el Senado les permitió designar cuatro patrones entre romanos de alto rango. Galo fue uno de estos patrones.
Fue también elegido pretor, cargo que ejerció en 169 a. C. y se le dio la ciudad de Roma como territorio jurisdiccional equivalente a una provincia. Durante el gran reclutamiento que se hizo por la guerra contra Perseo de Macedonia, protegió a los más desfavorecidos contra la severidad de los cónsules.
Tras su vuelta de Macedonia fue elegido cónsul (166 a. C.), obligando en el mismo año a los ligures a la sumisión. En el 164 a. C. fue enviado como embajador a Grecia y Asia, donde mantuvo una reunión en Sardis investigando los cargos traídos contra Eumenes II de Pérgamo por los representantes de varias ciudades de Asia Menor.
En 168 a. C. sirvió como tribuno militar en el ejército de su amigo Lucio Emilio Paulo Macedónico. Un día reunió a la tropa y les anunció que cierta noche a cierta hora se produciría un eclipse de Luna y que no tenían que alarmarse y mirarlo como un prodigio, sino como una cosa natural. Efectivamente el eclipse ocurrió, y los soldados le dedicaron honores divinos. En otoño del año siguiente (167 a. C.) cuando Emilio Paulo salió de inspección por Grecia, dejó el mando del campamento romano en manos de su amigo.
Galo volvió a Roma poco después a tiempo para los comicios de finales de año, donde fue elegido cónsul por el año 166 a. C. En su consulado hizo la guerra con éxito a los ligures que fueron sometidos y al volver a Roma recibió los honores del triunfo.

## Legado
Cicerón lo elogia mucho en sus escritos; como estudioso, orador, como una persona elegante y de una mente refinada. Quinto Sulpicio Galo (Quintus Sulpicius Gallus), su hijo, murió muy joven y Sulpicio padre llevó esta muerte con una gran dignidad.
Cayo era un hombre estudioso, un excelente erudito griego, y en sus años posteriores se dedicó al estudio de la astronomía, en la cual es citado como una autoridad por Plinio el Viejo.
Cicerón en su obra "Sobre la República", le cita como hombre doctísimo (había escrito un libro sobre los eclipses solares), y que casualmente al visitar la casa de Marco Marcelo (nieto del general romano Marco Marcelo) pudo ver un planetario que su abuelo se había traído cuando estuvo sitiando la ciudad de Siracusa, realizado por Arquímedes, Cicerón sigue explicando "ese tipo de planetario, en el que se movían el Sol y la Luna, y también aquellas 5 estrellas que se llaman errantes y en cierto modo vagabundas, pues se las ingenió para reducir en una sola rotación varios cursos que eran desiguales por sus propias trayectorias, por eso es admirable el invento de Arquímedes". Estas palabras hacen suponer que se trataba del mecanismo de Anticitera.

## Eponimia
- El cráter lunar Sulpicius Gallus lleva este nombre en su memoria.[4]